# 12 травня
12 травня — 132-й день року (133-й у високосні роки) в григоріанському календарі. До кінця року залишається 233 дні.

## Свята і пам'ятні дні

### Міжнародні
- Міжнародний день медичної сестри. Відзначається за рішенням Міжнародної організації Червоного хреста.
- Міжнародний день запобігання синдрому хронічної втоми.
- День одометра або спідометра.

### Національні
- Україна: Україна стала членом ЮНЕСКО (1954).
- Грузія: День Святого апостола Андрія Первозванного.
- Республіка Сербська: День армії.
- Фінляндія: День фінської ідентичності.
- США: день вершкової помадки з горіхами.

### Релігійні

#### Християнство
Католицька церква: День вшанування пам'яті блаженної Жуани Португальської в Католицькій Церкві. В Португалії вшановується як місцева свята.
 Православна церква:[джерело?]
- Святителя Епіфанія, єпископа Кіпрського.
- Святителя Германа, патріарха Константинопольського.
- Святителів Савина, архієпископа Кіпрського, і Полувія, єпископа Ринокирського.
- Преподобного Амфілохія Почаївського.

### Іменини
✙ Православні: 

✝  Католицькі:

## Події
- 996 — у Києві освячена перша в Київській Русі кам'яна церква Десятинна
- 1311 — Інквізиція у Франції публічно стратила 54 лицарів Ордену тамплієрів
- 1364 — у Кракові створений Ягеллонський університет
- 1497 — Папа римський відлучив від церкви за єресь флорентійського ченця Джироламо Савонаролу
- 1551 — в Лімі на базі монастирської школи Домініканського ордена заснований університет Сан-Маркос — перший на американському континенті.
- 1881 — встановлено французький протекторат над Тунісом.
- 1926 — у Польщі почався Травневий переворот, унаслідок якого в країні було встановлено авторитарний режим Санації.
- 1926 — Руаль Амундсен і Умберто Нобіле зробили політ на дирижаблі над Північним полюсом.
- 1929 — у Львові створена організація західноукраїнських письменників, які перебували на марксистській та радянофільській платформі — «Горно».
- 1937 — компанія Бі-Бі-Сі провела першу у світовій історії телетрансляцію (була показана церемонія коронації англійського короля Георга VI).
- 1949 — СРСР офіційно припинив блокаду Західного Берліна.
- 1954 — УРСР стала постійним членом ЮНЕСКО.
- 1965 — радянська автоматична міжпланетна станція «Луна-5», запущена космічною ракетою 9 травня 1965, досягла поверхні Місяця в районі Моря Хмар.
- 1993 — Естонію прийняли до Ради Європи.
- 1994 — Азербайджан та Нагірно-Карабаська Республіка припинили військові дії на підставі Бішкекського протоколу.
- 2004 — в англіканській церкві введено посаду вебсвященика, який опікується приходом, що існує виключно в мережі Інтернет.
- 2007 — Андрій Данилко посів друге місце на пісенному конкурсі «Євробачення-2007», поступившись Марії Шерифович із Сербії.

## Народились
Дивись також Категорія:Народились 12 травня
- 1606 — Йоахим фон Зандрарт, німецький художник і теоретик мистецтва доби бароко.
- 1670 — Август II Фрідріх (Фрідріх Сильний), Король Речі Посполитої (1697—1706, 1709—1733), курфюрст Саксонії.
- 1755 — Джованні Батіста Віотті, італійський скрипаль, композитор.
- 1820 — Флоренс Найтінгейл, англійська медсестра, засновниця перших у світі курсів сестер милосердя.
- 1828 — Данте Габрієль Росетті, англійський поет, художник, перекладач італійського походження, один з засновників «Братства Прерафаелітів».
- 1842 — Жуль Массне, французький композитор
- 1845 — Ґабрієль Форе, французький композитор
- 1865 — Софія Окуневська-Морачевська, українська громадська діячка, перша лікарка-українка в Галичині
- 1907 — Кетрін Гепберн, американська кіноакторка, власниця чотирьох «Оскарів»
- 1910 — Дороті Кроуфут Годжкін, британський біохімік, лауреат Нобелівської премії з хімії 1964 року
- 1910 — Джульєтта Сіміонато, італійська оперна співачка.
- 1921 — Йозеф Бойс, впливовий німецький художник, скульптор, теоретик та викладач мистецтва.
- 1924 — Федір Моргун, український державний і громадський діяч, учений-агроном, письменник і публіцист
- 1936 — Іван Марчук, український живописець, заслужений художник України, лауреат Шевченківської премії.
- 1936 — Юлія Пашковська, українська естрадна співачка та акторка.
- 1942 — Мішель Фюген, французький автор-виконавець.
- 1948 — Стів Вінвуд, британський рок-музикант, мультиінструменталіст, співак (Traffic, Spencer Davis Group, Blind Faith)
- 1982 — Віталій Доніка, український хокеїст.
- 1994 — Юрій Семенюк, український волейболіст.

## Померли
Дивись також Категорія:Померли 12 травня
- 1490 — Жуана Португальська, принцеса, католицька блаженна.
- 1700 — Джон Драйден, англійський поет, драматург, критик, байкар
- 1884 — Бедржих Сметана, чеський композитор, диригент, піаніст.
- 1940 — Олександр (Петровський), архієпископ Харківський.
- 1970 — Неллі Закс, німецька поетеса, лауреат Нобелівської премії з літератури.
- 1985 — Жан Дюбюффе, французький художник і скульптор.
- 1994 — Ерік Еріксон, американський психоаналітик і психолог.
- 2001 — Перрі Комо, американський співак і телезірка 1940—1950-х, лауреат премії «Греммі».
- 2008 — Роберт Раушенберг, американський художник